# Natalie Appleton
Pour les articles homonymes, voir Appleton.
Natalie Jane Appleton née le 14 mai 1973 à Mississauga en Ontario, est une chanteuse canadienne, membre du groupe All Saints mais aussi du groupe Appleton formé avec sa jeune sœur Nicole.

## Filmographie
En 2000, Nicole et Natalie Appleton ainsi que Melanie Blatt tournèrent Honest, une comédie policière sous la direction de Dadid A. Stewart.